# Marcel Bruyère
Pour les articles homonymes, voir Bruyère.
Marcel Bruyère (1889-1960) est un prêtre catholique et critique littéraire français.

## Biographie
Marcel Bruyère naît en 1889 à Nîmes.
Chanoine, il est aumônier du lycée Jean-Baptiste-Dumas à Alès. Il soutient en 1925 une thèse de doctorat ès lettres consacrée au poète chrétien Jean Reboul. Il s'intéresse en outre à Frédéric Mistral ou Alphonse Daudet.
En 1945, il est élu à l'Académie de Nîmes, qu'il préside en 1952. Il appartient également au Comité de l'art chrétien de Nîmes.
Il meurt le 27 janvier 1960 à Nîmes.

## Ouvrages
- Guide de la cathédrale de Nîmes avec une notice historique, un plan et six gravures, Nîmes, Gellion et Bandini, 1920 (BNF 31884418)
- Mgr Plantier, évêque de Nîmes (1813-1875) : l'activité apologétique d'un évêque sous le second Empire, Paris, Vitte, 1925 (BNF 34177112)
- Un poète chrétien au XIXe siècle : Jean Reboul, de Nîmes (1796-1864) : sa vie et ses œuvres, Paris, Honoré Champion, 1925 (BNF 31884425)
- Les Commandements de l'amour divin, Avignon, Aubanel Frères, 1926 (BNF 31884320)
- Le Centenaire de Mistral en Alès, Alès, Brabo, 1930 (BNF 31884417)
- Alès, capitale des Cévennes : vie politique, religieuse, intellectuelle, économique et sociale, Nîmes, chez l'auteur, 1948 (BNF 31884416)
- La Jeunesse d'Alphonse Daudet : Nîmes, Lyon, Alès (1840-1857), Paris, Nouvelles éditions latines, 1955 (BNF 37395510)
- Le Cardinal de Cabrières : évêque de Montpellier (1830-1921) (préf. Jean Girbeau et Gabriel de Llobet), Paris, Le Cèdre, 1956 (BNF 32170232), Prix Paul Teissonnière de l'Académie française en 1957
- Mireille, poème catholique, Nîmes, Notre-Dame, 1959 (BNF 31884422)

## Prix
- Prix Montyon 1950[4]
- Prix Paul-Teissonnière 1957[4]